# Campbell Park
Campbell Park – dzielnica miasta Milton Keynes, a także civil parish w dystrykcie (unitary authority) Milton Keynes, w Buckinghamshire, w Anglii. W 2011 roku civil parish liczyła 16 402 mieszkańców.